# غرناطة مول
غرناطة مول وكان يُسمى سابقًا مركز غرناطة هو مركز تسوق ومجمع للعلامات التجارية. يقع في مدينة الرياض في حي الشهداء، ويتكون من 9 متاجر رئيسية، ويحتوي على 340 محل تجاري من المنتجات العالمية المشهورة، ومساحة غرناطة مول نحو 140 الف متر مربع، ويبلغ عدد مواقف السيارات نحو 4500 موقف. كذلك تتوفر أجهزة الصرف الآلي لتلبية لاحتياجات الزوار والزبائن. ويتم الآن بناء مبنى جديد غرناطة مول ويحتوي على محلات جديدة ومراكز
ترفيهية. ويحتوي كذلك على سوبرماركت كارفور وصيدلية وايتس والعديد من المقاهي والالعاب حيث انه مركز تجاري مزدحم دائما ونشيط بالناس. وتم بناء جسر يربط فندق هيلتون بغرناطة مول والجسر قارب على الإنتهاء وسيتم افتتاحه قريبا مع افتتاح قسم غرناطة مول الجديد الذي يحتوي فيه العديد من المطاعم التي تفتح بالرياض ويفتتح بجانبه مجمع مطاعم راقي يسمى سدرة تمتلكه شركه الشايع يضم العديد من المطاعم مثل ذا تشيز كيك فاكتوري الذي يفتتح بالرياض لأول مره وغيره مثل تكساس رود هاوس وستاربكس.

## المصدر
- the emirates network